# Felipe Solís Olguín
Felipe R. Solís Olguín (* 18. Dezember 1944; † 23. April 2009) war ein mexikanischer Archäologe, Anthropologe und Historiker. Außerdem war er von 2000 bis zu seinem Tod 2009 Kurator und Direktor des Nationalmuseum für Anthropologie (Mexiko) in Mexiko-Stadt.

## Leben
1997 arbeitete Solís als Professor für einen Hochschullehrgang, der sich mit der Erforschung Mittelamerikas beschäftigt an der philosophischen und literarischen Fakultät der Nationalen Autonomen Universität von Mexiko.
Felipe Solís Olguín starb am 23. April 2009 an einem Herzstillstand.

## Schriften
Solís veröffentlichte fast 200 Artikel und 30 Bücher als Autor und Mitverfasser in seinen Fachgebieten Mittelamerikanischer Kulturen.
- Human Body, Human Spirit: A Portrait of Ancient Mexico, Michael C. Carlos Museum; Emory University 1993
- One Hundred Masterpieces of Mexican Art: The Pre-Hispanic Period, 1998, ISBN 9686520333
- Olmec Art of Ancient Mexico, 1998
- National Museum of Anthropology, 1999
- Los senorios de la costa del Golfo, 2000
- Tepeyac: estudios historicos, 2000
- El Museo Nacional en el imaginario mexicano, 2001
- Aztecs, 2002
- Art Treasures of Ancient Mexico: Journey to the Land of the Gods, 2002
- Hernán Cortés y la conquista de México, 2003
- The Aztec Empire, 2004
- Mexica: National Museum of Anthropology, Mexico, 2004
- The Aztec Calendar and Other Solar Monuments, 2004
- Cholula: The Great Pyramid, 2006
- Mexica: bosquejos de la vida del pueblo, 2008